# Mornag (delegación)
Mornag (en árabe: مرناق‎) es una delegación de la gobernación de Ben Arous en Túnez. En abril de 2014 tenía una población censada de 61 518 habitantes.
Se encuentra ubicada al norte del país, junto a la costa del golfo de Túnez (mar Mediterráneo) y a poca distancia al sur de la capital del país, Túnez, y de la desembocadura del río Meyerda.